# آب‌انبار سه تایی
آب‌انبار سه تایی مربوط به اواخر دوره قاجار است و در احمدآباد، خیابان امام خمینی، کوچه شهید سیفی واقع شده و این اثر در تاریخ ۲ بهمن ۱۳۸۲ با شمارهٔ ثبت ۱۰۷۹۰ به‌عنوان یکی از آثار ملی ایران به ثبت رسیده است.